# Керн, Пауль
Пауль Керн (венг. Kern Pál; 8 января 1884, Будапешт, Австро-Венгрия — 6 марта 1943, Эгер, Королевство Венгрия) — венгерский солдат, который прославился тем, что якобы не спал около 40 лет. История о Пауле Керне была опубликована в нескольких газетах и ни в одном источнике не подтверждается научными наблюдениями.

## Биография
Пауль Керн был призван в австро-венгерские войска в Первую мировую войну, будучи кадетом. Во время одного из сражений 1914 года в составе ударных войск он проявил храбрость, за что был награждён медалью. Через год он был переведён в другую роту, в составе которой воевал против русских войск. Во время одного из таких сражений русский солдат выстрелил в голову Керну, тот получил тяжёлое ранение и был отправлен в госпиталь Лемберга.
Очнувшись в госпитале, Керн так и не смог больше заснуть. Как оказалось, пуля попала в висок и уничтожила часть лобной доли головного мозга. Обычно такое ранение оказывалось смертельным, однако Пауль сумел выжить. Его проблемой занимался доктор Фрей, профессор Будапештского университета, однако не смог помочь Керну вернуться к прежнему образу жизни.
Вместе с тем пуля уничтожила часть нервной системы Керна, что привело к ещё более неожиданным последствиям: до конца жизни Керн не испытывал болевых ощущений, истощения и утомления, утверждая, что чувствует себя прекрасно. После войны он продолжил работу в организации по помощи пенсионерам и умер в 1955 году, так ни разу и не заснув за 40 лет.
Возможно, история Пауля Керна является умелой фальсификацией. Научно и документально зарегистрированным рекордсменом, обходившимся без сна, является американский школьник Гарднер Рэнди — рекорд составляет чуть более 11 дней.

## В массовой культуре
- Американская фолк-группа The Dimes записала в честь Керна песню «Paul Kern Can’t Sleep»[6].